# Wydział Inżynierii Materiałów, Budownictwa i Środowiska Uniwersytetu Bielsko-Bialskiego
Wydział Inżynierii Materiałów, Budownictwa i Środowiska Uniwersytetu Bielsko-Bialskiego – jeden z pięciu wydziałów Uniwersytetu Bielsko-Bialskiego.

## Kierunki kształcenia
Dostępne kierunki:
- Budownictwo (studia I i II stopnia)
- Gospodarka o obiegu zamkniętym (studia I stopnia)
- Inżynieria materiałowa (studia I i II stopnia)
- Inżynieria środowiska (studia I i II stopnia)
- Ochrona środowiska (studia I stopnia)

## Władze Wydziału
W kadencji 2024–2028:
| Stanowisko                 | Imię i nazwisko               |
| -------------------------- | ----------------------------- |
| Dziekan                    | dr hab. inż. Klaudiusz Grübel |
| Prodziekan ds. Studenckich | dr inż. Lucyna Przywara       |
| Prodziekan ds. Studenckich | dr inż. Andrzej Harat         |

## Struktura organizacyjna
| Katedra                                 | Kierownik                       |
| --------------------------------------- | ------------------------------- |
| Katedra Budownictwa                     | dr hab. inż. Janusz Juraszek    |
| Katedra Inżynierii Materiałowej         | dr hab. inż. Włodzimierz Biniaś |
| Katedra Ochrony i Inżynierii Środowiska | dr hab. inż. Klaudiusz Grübel   |

## Absolwenci
- Arkadiusz Sobecki